# Walter Schleger
Walter Schleger (Praga, Checoslovaquia, 19 de septiembre de 1929-3 de diciembre de 1999) fue un futbolista y zoólogo austríaco nacido en Checoslovaquia. En su etapa como jugador profesional se desempeñaba como delantero.
Fue director del Instituto de Genética y Reproducción Animal de la Universidad de Medicina Veterinaria de Viena. También fue rector de dicha universidad entre 1983 y 1985.

## Selección nacional
Fue internacional con la selección de fútbol de Austria en 22 ocasiones y convirtió un gol. Formó parte de la selección que obtuvo el tercer lugar en la Copa del Mundo de 1954, siendo el mayor éxito en la historia del fútbol austríaco hasta la fecha.

### Participaciones en Copas del Mundo
| Mundial                        | Sede   | Resultado      | Partidos | Goles |
| ------------------------------ | ------ | -------------- | -------- | ----- |
| Copa Mundial de Fútbol de 1954 | Suiza  | Tercer lugar   | 2        | 0     |
| Copa Mundial de Fútbol de 1958 | Suecia | Fase de grupos | 1        | 0     |

## Clubes
| Club              | País    | Año       |
| ----------------- | ------- | --------- |
| Wiener Sport-Club | Austria | 1949-1951 |
| FK Austria Viena  | Austria | 1951-1964 |

## Palmarés

### Campeonatos nacionales
| Título               | Club             | País    | Año  |
| -------------------- | ---------------- | ------- | ---- |
| Campeonato austríaco | FK Austria Viena | Austria | 1953 |
| Copa de Austria      | FK Austria Viena | Austria | 1960 |
| Campeonato austríaco | FK Austria Viena | Austria | 1961 |
| Campeonato austríaco | FK Austria Viena | Austria | 1962 |
| Copa de Austria      | FK Austria Viena | Austria | 1962 |
| Campeonato austríaco | FK Austria Viena | Austria | 1963 |
| Copa de Austria      | FK Austria Viena | Austria | 1963 |

### Distinciones individuales
| Distinción                                                                | Año  |
| ------------------------------------------------------------------------- | ---- |
| Premio de Ciencias de Baja Austria                                        | 1987 |
| Miembro de la Academia de Ciencias y Artes de los Alemanes de los Sudetes | 1987 |